# Marcel Franz

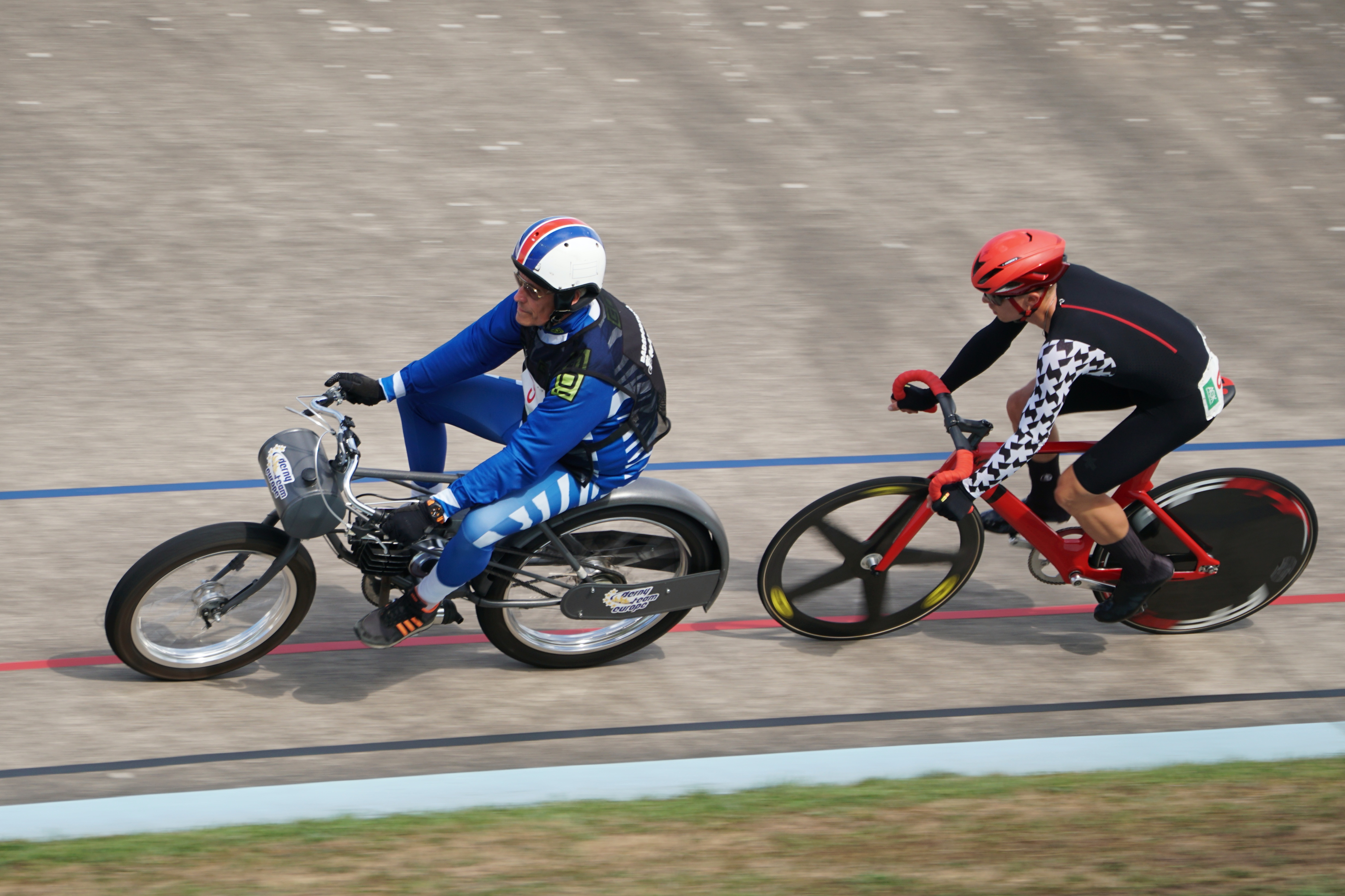
Franz bei der deutschen Derny-Meisterschaft 2020, hinter Schrittmacher Peter Bäuerlein

Marcel Franz (* 20. Februar 1996 in Oranienburg) ist ein deutscher Radsporttrainer und ehemaliger Radsportler.

## Sportliche Laufbahn
2013 wurde Marcel Franz gemeinsam mit Jasper Frahm, Robert Kessler und Leon Rohde deutscher Junioren-Meister in der Mannschaftsverfolgung, im Punktefahren der Junioren wurde er Vize-Meister. Im Jahr darauf errang er zwei nationale Meistertitel, im Punktefahren wie in der Mannschaftsverfolgung, mit  Frahm, Max Kanter und Eric Schlott. Bei zwei Junioren-Straßenrennen – dem Sint-Martinusprijs Kontich sowie dem Cup of Grudziadz Town President, Lech Gergowski Memorial – gewann er jeweils gemeinsam mit seinem Team eine Etappe im Rahmen von Mannschaftszeitfahren.
2015 errang Franz bei den Bahnradsport-Europameisterschaften der Junioren/U23 2015 in Athen die Silbermedaille im Scratch (U23). 2019 wurde er (hinter Peter Bäuerlein) Dritter der Derny-Europameisterschaft, im Jahr darauf deutscher Meister in dieser Disziplin.

## Berufliches
2022 wurde Marcel Franz, der Sportwissenschaft an der Universität Leipzig studierte, vom Bund Deutscher Radfahrer als Trainer für die Ausdauermannschaft der Junioren auf der Bahn verpflichtet. Damit trat er die Nachfolge von Tim Zühlke an, der als Trainer in den Erwachsenenbereich wechselte.

## Erfolge

### Bahn
2013
- Deutscher Jugend-Meister – Mannschaftsverfolgung (mit Jasper Frahm, Robert Kessler und Leon Rohde)

2014
- Deutscher Junioren-Meister – Punktefahren, Mannschaftsverfolgung (mit Jasper Frahm, Max Kanter und Eric Schlott)

2015
- Europameisterschaft (U23) – Scratch

2019
- Derny-Europameisterschaft – Derny (hinter Peter Bäuerlein)

2020
- Deutscher Meister – Derny (hinter Peter Bäuerlein)

### Straße
2014
- Mannschaftszeitfahren Sint-Martinusprijs Kontich
- Mannschaftszeitfahren Cup of Grudziadz Town President, Lech Gergowski Memorial

2016
- Sachsenringradrennen

2018
- Rund um Sebnitz